# سیارک ۲۱۵۰۷
سیارک ۲۱۵۰۷ (به انگلیسی: 21507 Bhasin، نامگذاری:1998KZ30) بیست و یک هزار و پانصد و هفتمین سیارک کشف شده‌است که در ۲۲ مه ۱۹۹۸ کشف شد.
قدر مطلق سیارک برابر ۱۲.۳ است.